# Gola di Ironbridge
La Gola di Ironbridge è una profonda gola formata dal fiume Severn nello Shropshire, in Inghilterra.
Chiamato in origine Gola del Severn, la gola prende oggi il nome dal famoso Iron Bridge che la sovrasta, il primo ponte in ferro di questo tipo al mondo, nonché un monumento all'industria che nacque qui. Il ponte venne costruito nel 1779 per collegare la città industriale di Broseley con la piccola cittadina mineraria di Madeley ed il crescente centro industriale di Coalbrookdale.
È un posto affascinante e scenico con anche una grande rilevanza storica: si dice che sia stato il luogo di nascita della rivoluzione industriale. In particolare nacque a Coalbrookdale quando Abraham Darby inventò un processo per la produzione di ferro ad alta qualità con l'aiuto del carbone. Altri luoghi vicini, come Broseley, Coalport e Jackfield, crebbero sviluppando un centro industriale.

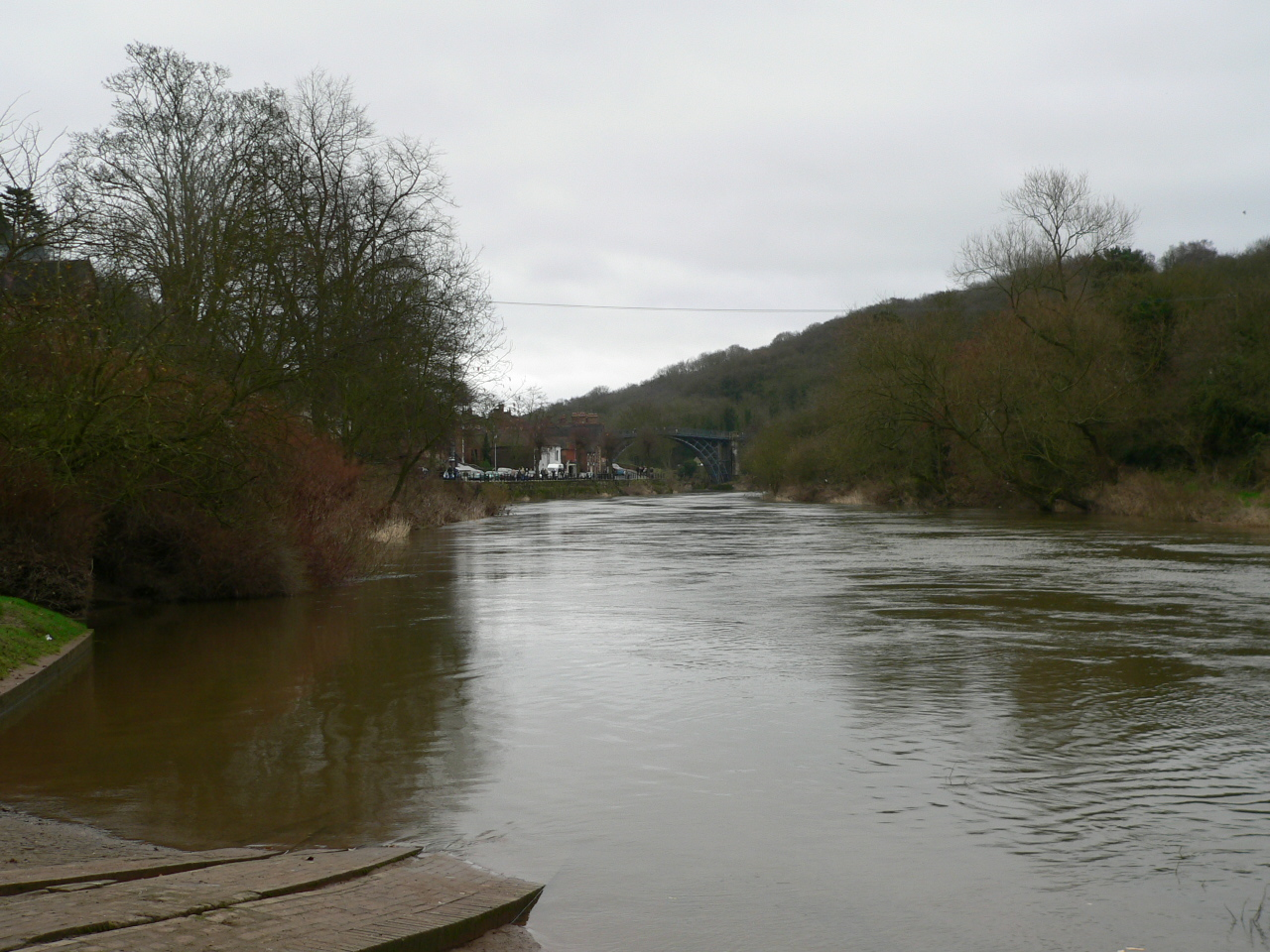
La gola di Ironbridge guardando ad est, verso l'Iron Bridge

La gola guida il fiume Severn a sud verso il canale di Bristol. Si formò durante l'ultima glaciazione quando l'acqua straripata dal fiume a nord (ora scomparso) rimase intrappolata in un lago (il lago Lapworth) creato quando il ghiaccio del mare d'Irlanda formò una diga naturale sul fiume. Il livello del lago crebbe fino a superare le colline a sud. Questo flusso erose un canale lungo le colline formando il canyon e diventando definitivamente il fiume Severn.
Vi sono due motivi per cui il sito divenne di fondamentale importanza per la rivoluzione industriale. Le materie prime, carbone, minerali ferrosi, calcare e argilla, per la lavorazione del ferro, dei tessuti e della porcellana erano situate nel terreno di superficie o facilmente estraibili dalla gola. Il fiume largo e profondo permette una semplice navigazione e trasporto delle merci fino al mare.

## La parrocchia di Gorge
The Gorge è una frazione del comune di Telford and Wrekin. Copre quella parte della Gola di Ironbridge che cade sull'area di Telford and Wrekin, ovvero la maggior parte, e comprende alcuni insediamenti quali Ironbridge, Coalbrookdale e Coalport (ma non Buildwas o Broseley).

## Conservazione della Gola
Il Green Wood Centre è costituito da un gruppo di persone che cerca di mantenere in vita la silvicoltura, ed ha speso oltre venti anni insegnando la tradizione ai nuovi boscaioli.
Il Severn Gorge Countryside Trust gestisce buona parte del bosco, dei prati e del territorio che fa parte del patrimonio dell'umanità della Gola di Ironbridge, circa 260 ettari in tutto. Le aree interessate sono quelle di Benthall Edge, Lloyds Coppice e Captain's Coppice. Sono tutte a breve distanza da Ironbridge e raggiungibili a piedi. 
Il Severn Gorge Countryside Trust e il Green Wood Centre coordinano un progetto volontario che permette alle persone di lavorare come boscaioli e guardie forestali, nella protezione dei cervi e nella gestione del bosco in generale. 
Col Severn Gorge Countryside Trust collabora la BTCV's Green Gym che fornisce assistenza nel lavoro nel bosco.